# Problema retorcido

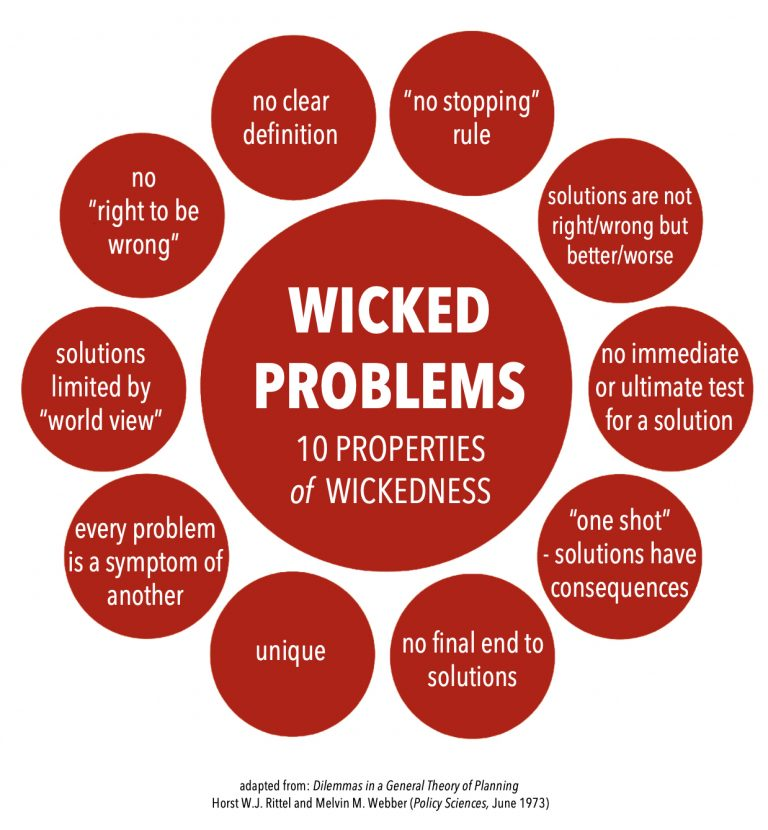
Diagrama de Rittel y Webber en el que se definen las propiedades de los Problemas Retorcidos.

Un "problema retorcido" (en inglés, "wicked problem") es un concepto utilizado en planificación social para describir un problema que es difícil o imposible de resolver dado que presenta requisitos incompletos, contradictorios y cambiantes que generalmente son difíciles de reconocer. El término "retorcido" no se utiliza en un sentido de malvado, sino antes bien como resistencia a la solución. Además, dada la existencia de complejas interdependencias en este tipo de problemas, los esfuerzos para resolver un aspecto de un problema retorcido podría revelar o crear nuevos problemas.
C. West Churchman introdujo el concepto de problemas retorcidos en un "Guest Editorial" de la publicación Management Science (vol. 14, núm. 4, diciembre de 1967) al hacer referencia a "un seminario reciente" de Horst Rittel, discutiendo la responsabilidad moral de la investigación de operaciones "de informar al mánager en la medida en que nuestras "soluciones" han fallado en dominar los problemas retorcidos". Horst Rittel y Melvin M. Webber describieron formalmente el concepto de un problema retorcido en un tratado publicado en 1973, contrastando los problemas "retorcidos" frente a problemas relativamente "controlables" y solucionables que se pueden encontrar en las matemáticas, el ajedrez o la resolución de puzles.
Richard Buchanan en su planteamiento de "Design Thinking" propone una manera de reaccionar a estos problemas retorcidos desde una serie de proyectaciones mediante el Diseño, para así ser capaces de abarcar el mayor número de características del dilema en cuestión. En términos de este autor los problemas retorcidos pueden ser atacados desde una mezcla de tecnología e implementación artística, o lo que es lo mismo, partiendo desde una estrategia que sea multidisciplinaria, con el fin de poder alcanzar mayor extensión de puntos de vista y así  delimitar el dilema de manera más completa. Pero siempre guiado por la protectación del proceso en función de la contrariedad.

## Características
La formulación presentada en 1973 por Rittel y Webber de los problemas retorcidos en la planificación de políticas sociales especificaba diez características:
1. No existe una formulación definitiva de un problema retorcido (definir un problema retorcido es en sí mismo un problema retorcido).
2. Los problemas retorcidos no tienen tiempo de espera.
3. Las soluciones a un problema retorcido no son del tipo verdadero o falso, sino mejor o peor.
4. No existe ninguna prueba inmediata y definitiva de una solución a un problema retorcido.
5. Cada solución a un problema retorcido es una "operación única". Dado que no existen oportunidades de aprender a través del ensayo y error, cada intento importa de modo significativo.
6. Los problemas retorcidos no tienen un conjunto de soluciones potenciales enumerables (o exahustivamente posible de describir), ni tampoco existe un conjunto bien descrito de operaciones permitidas que pueden incorporarse al plan.
7. Cada problema retorcido es esencialmente único.
8. Cada problema retorcido puede considerarse como un síntoma de otro problema.
9. La existencia de una discrepancia representando a un problema retorcido puede explicarse en varias formas. La elección de la explicación determina la naturaleza de la resolución al problema.
10. El planificador no tiene derecho a equivocarse (los planificadores son responsables de las consecuencias de las acciones que generan).

Conklin generalizó posteriormente el concepto extendiéndolo hacia áras diferentes de la planificación y las políticas públicas. Las características definitorias de un problema retorcido serían así:
1. El problema no es comprensible hasta un momento posterior a la formulación de una solución.
2. Los problemas retorcidos no tienen regla de detención.
3. Las soluciones a los problemas retorcidos no son correctas o equivocadas.
4. Cada problema retorcido es esencialmente novedoso y único.
5. Cada solución a un problema retorcido es una "operación en un solo movimiento".
6. Los problemas retorcidos no tienen soluciones alternativas dadas.

## Ejemplos de problemas retorcidos
Los ejemplos clásicos de un problema retorcido pertenecen a los ámbitos de la economía, las ciencias ambientales y los asuntos políticos. Un problema cuya solución requiere que un gran número de personas cambien sus códigos de conducta suele ser un problema retorcido. Por lo tanto, multitud de problemas retorcidos estándar provienen de los ámbitos de la política pública. Estos incluyen el cambio climático, los desastres naturales, el sistema sanitario, la epidemia de SIDA, el tráfico de drogas internacional, la seguridad nacional, los residuos nucleares y la injusticia social. 
Más recientemente, se han identificado elementos propios a los problemas retorcidos en problemas de áreas diferentes, existiendo ejemplos en áreas como la toma de decisiones, la gestión del conocimiento, o la estrategia empresarial.
Otro ejemplo de problema retorcido pero desde la perspectiva del Diseño lo podemos ver en la primera mitad de siglo XX con la Primera Guerra Mundial. Estos conflictos europeos hicieron que la industria armamentista trabajara a marchas forzadas en la innovación de artículos bélicos, con el fin de lograr alguna ventaja a cualquiera de los dos bandos. El diseño, la ingeniería y la industria producían e innovaban con armas en su producción masificada, esto solucionaba el problema de la demanda de estos objetos, pero generaba a su vez que su producción no tuviera fin debido a que el otro bando-cualquiera que fuere- ya estaba generado e innovando más armamento. 
Para ser más específicos con el diseño del Tanque Mark 1 por los británicos, tanto Estados Unidos, Francia e Inglaterra comenzaron procesos de planeación que hicieran más eficaz este carro de guerra. Estos –los tanques- les dieron una ventaja fundamental frente a los alemanes. Que a su vez se vieron en la necesidad de generar procesos de armas más sofisticadas a partir del diseño de los tanques aliados, este fenómeno provocó décadas más tarde en la Segunda Guerra Mundial la especialización tecnológica del tanque alemán, máquinas que destruyeron muchas ciudades francesas cuando fue la invasión alemana. Este pasaje histórico ilustra que no siempre se puede tener control de las consecuencias de la planeación, ni del cómo se usaran los productos resultados de los procesos de Diseño- aunque en la primera mitad del siglo XX no se reconocía a estas formulaciones como procesos de Diseño propiamente dicho-.

## Antecedentes y contexto
Rittel y Webber acuñaron el término en el contexto de problemas de política social, un área en la cual un enfoque puramente científico-racional no podía ser aplicado como consecuencia de la falta de una definición clara y de diferencias en las perspectivas de cada parte implicada. En sus propias palabras, "la búsqueda de bases científicas para confrontar problemas de política social estaba destinada al fracaso como consecuencia de la naturaleza de esos problemas... Los problemas de políticas públicas no podían delinearse de modo definitorio. Además, en una sociedad pluralista no existe nada similar al bien público, no existe una definición objetiva de equidad, las políticas que responden a los problemas sociales no tienen por qué ser estrictamente hablando correctas o falsas, y no tiene sentido hablar de "soluciones óptimas" para estos problemas... En realidad es incluso peor, dado que no existen soluciones en el sentido de una respuesta definitiva".
De lo anterior se extrae, entonces, que los problemas retorcidos se carracterizan por lo siguiente:
1. Su solución depende de cómo se enfoca el problema y viceversa (esto es, la definición del problema depende de su solución).
2. Los stakeholders tienen visiones del mundo radicalmente diferentes y diferentes marcos para entender el problema.
3. Las restricciones a las que el problema está sometido y los recursos necesarios para solucionarlo cambian con el transcurso del tiempo.
4. El problema nunca es solucionado definitivamente.

Aunque Rittel y Webber formularon el concepto en términos de política social y planificación, los problemas retorcidos ocurren en cualquier ámbito en el que participan stakeholders con diferentes perspectivas. Reconociendo esto, Rittel y Kunz desarrollaron una técnica llamada en inglés Issue-Based Information System (IBIS), que facilita la documentación de la lógica existente tras una decisión grupal de un modo objetivo.
Un tema recurrente en la investigación y en la literatura industrial es la conexión entre los problemas retorcidos y el diseño. Los problemas de diseño son típicamente retorcidos dado que suelen estar pobremente definidos, implican actores con diferentes perspectivas y no tienen una solución "correcta" u "óptima". Por eso, los problemas retorcidos no pueden solucionarse con la aplicación de un método estándar o conocido. Exigen soluciones creativas.

## Estrategias para atajar los problemas retorcidos
Los problemas retorcidos no pueden atajarse siguiendo el enfoque tradicional de acuerdo al cual un problema es definido, analizado y solucionado en una secuencia de pasos. La principal razón para esta imposibilidad es que no existe una clara definición del problema retorcido. En un artículo publicado en 2000, Roberts identifica las siguientes estrategias para hacer frente a los problemas retorcidos:
- Autoritaria

Esta estrategia busca controlar los problemas retorcidos haciendo que la responsabilidad sobre la solución del problema esté en manos de unas pocas personas. La reducción en el número de actores reduce la complejidad del problema. La desventaja es que las autoridades y los expertos encargados con la solución del problema pueden no tener una apreciación de todas las perspectivas necesarias para atajar el problema.
- Competitiva

Esta estrategia busca solucionar los problemas retorcidos enfrentando diferentes puntos de vista unos contra otros, requiriendo a las partes que mantengan sus visiones para ofrecer su solución preferida. La ventaja de este enfoque es que diferentes soluciones pueden equilibrarse entre ellas y elegirse la mejor. La desventaja es que este tipo de enfoque crea un ambiente confrontacional en el que se desincentiva compartir el conocimiento. Consecuentemente, las partes involucradas pueden no tener un incentivo para ofrecer la mejor solución posible.
- Colaborativa

Esta estrategia busca comprometer a todos los actores con el objetivo de encontrar la mejor solución posible para todos ellos. Típicamente este tipo de enfoque implica reuniones en las cuales diferentes asuntos e ideas son discutidos y un enfoque común acordado es formulado.
En su artículo de 1972, Rittel insinúa un enfoque colaborativo, en el cual intenta "(...) hacer que las personas que son afectadas pasen a ser participantes del proceso de planificación. Ellos no serán meramente preguntados sino pasarán a involucrarse activamente en el proceso de planificación(...)" Una desventaja de este enfoque es que lograr un entendimiento compartido y un compromiso para resolver un problema retorcido es un proceso que lleva mucho tiempo.